# 사사키 코지로

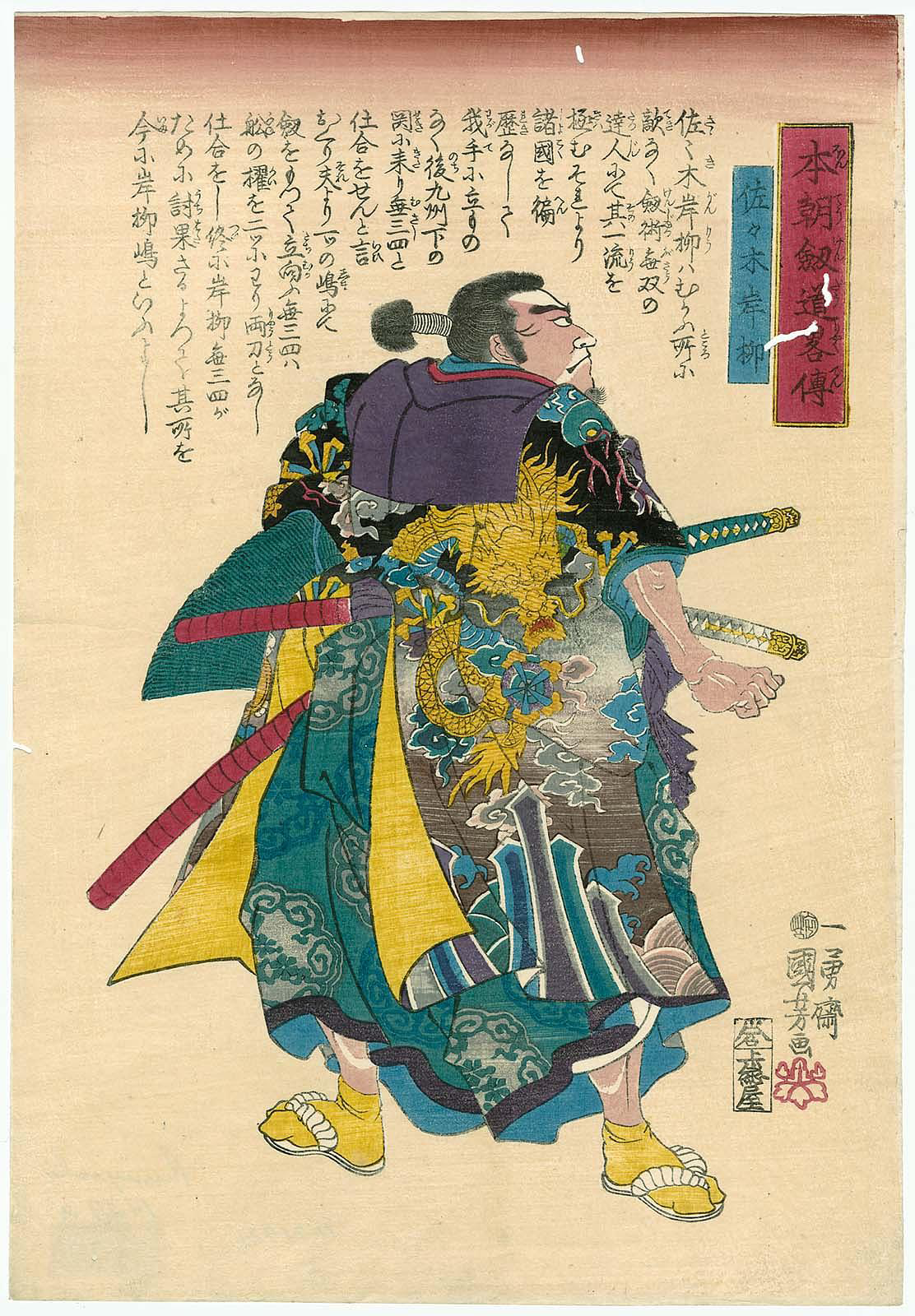

사사키 코지로(일본어: 佐々木 小次郎, 1585년? ~ 1612년 4월 13일)는 일본의 검술가이다. 미야모토 무사시의 라이벌로 유명하다. 주로 사용한 검은 모노호시자오로, 3척(약 1m)에 달하는 장도를 사용했다.